# Rată de transfer
Rată de transfer (engleză: Throughput), în termeni generali, este rata maximă de producere sau rata maximă la care ceva poate fi prelucrat.
Atunci când este utilizat în contextul rețelelor de comunicații, cum ar fi Ethernet sau sub formă de pachete radio, rata de transfer sau rata de transfer de rețea este rata de livrare cu succes a mesajelor pe un canal de comunicare. Datele de care aceste mesaje aparțin pot fi livrate pe o conexiune fizică sau logică, sau se poate trece printr-un anumit nod de rețea. Debitul este de obicei măsurat în biți pe secundă (bit/s sau bps), și, uneori, în pachete de date pe secundă (p/s sau pps) sau pachete de date pe slot de timp.
Sistemul de transfer sau agregatul de transfer este suma ratelor de date care sunt livrate la toate terminalele într-o rețea. Rata de transfer este, în esență, sinonimă cu consumul digital de lățime de bandă; acesta poate fi analizat din punct de vedere matematic, aplicând teoria așteptării (Queueing theory), în cazul în care sarcina în pachete pe unitatea de timp este notată ca rată de sosire (λ), iar rata de transfer, în cazul în care scăderea în pachete pe unitatea de timp, este notat ca rată de plecare (μ).
Tranzitarea de date într-un sistem de comunicare poate fi afectată de diverși factori, inclusiv limitările mediului analogic fizic de fond,  puterea disponibilă pentru procesarea componentelor sistemului, și comportamentul utilizatorului final. Atunci când diverse cheltuieli de protocol  sunt luate în considerare, rata utilă de transfer de date pot fi semnificativ mai mică decât maximul realizabil ; partea utilă este de obicei menționată ca rată utilă de transfer ( goodput; în opozție cu throughput ).